# Per Oscarsson
Per Oscarsson est un acteur suédois né le 28 janvier 1927 à Stockholm et mort le 31 décembre 2010.

## Biographie
Per Oscarsson a été récompensé par le prix d'interprétation masculine au Festival de Cannes 1966, pour le rôle de Pontus dans le film La Faim (Sult) de Henning Carlsen.
Il meurt le 31 décembre 2010 à 83 ans, à la suite d'un incendie à son domicile, avec sa femme, Kia Östling, 67 ans, incendie qui détruit leur maison.

## Filmographie
- 1944 : Prins Gustaf de Schamyl Bauman
- 1944 : Örnungar : Young man
- 1945 : Allvarsamma leken, Den : Filip Stille, Lydia's brother
- 1946 : Kristin kommenderar : Jan Westman
- 1946 : Ungdom i fara : Stickan
- 1947 : Det vackraste på jorden : Tomas Isakson
- 1949 : Havets son : Rolf Bakken
- 1949 : Vi flyger på Rio : Helmer Wallberg
- 1951 : L'espoir fait vivre (Leva på 'Hoppet') : Per
- 1952 : Möte med livet : Robert
- 1952 : Trots : Rolf Thörner
- 1953 : Vi tre debutera : Lillebror Brummer
- 1953 : Barabbas : un jeune homme
- 1954 : Karin Månsdotter : Anders
- 1955 : Vildfåglar : Nisse Bortom
- 1955 : Kärlek på turné : Oskar Ölander
- 1958 : Mademoiselle Avril (Fröken April) : Sverker Ek
- 1961 : Ljuvlig är sommarnatten : Lars-Ove Larsson
- 1962 : Biljett till paradiset : Freddo Rossi
- 1962 : Vaxdockan : Lundgren
- 1963 : Det är hos mig han har varit : Hans Treve
- 1963 : Adam och Eva : Reverend Helge Kall
- 1963 : Någon av er (TV)
- 1964 : Är du inte riktigt klok? : Man without character
- 1965 : Bödeln (TV) : Galg-Lasse
- 1966 : Asmodeus (TV) : Blaise Couture
- 1966 : Ma sœur, mon amour (Syskonbädd 1782) : Jacob
- 1966 : Doktor Knock (TV)
- 1966 : La Faim (Sult) : Pontus
- 1966 : Myten : Guest
- 1966 : Patrasket (TV) : Joe Meng
- 1966 : Noon Wine (TV)
- 1966 : Les Feux de la vie (Här har du ditt liv) : Niklas
- 1967 : Trettondagsafton (TV) : Andreas Blek af Nosen
- 1967 : Löjliga preciöserna, De (TV) : Jodelet
- 1967 : Gengångare (TV) : Osvald Alving
- 1968 : Am-Stram-Gram (Ole dole doff) : Sören Mårtensson
- 1968 : Maldonne pour un espion (A Dandy in Aspic) : Pavel
- 1968 : Docteur Glas (Doktor Glas) : Dr Glas
- 1968 : Noces suédoises (Vindingevals) : The Baptiser
- 1969 : An-Magritt : Hedström
- 1969 : Oss emellan : Per Olofsson
- 1969 : La Madriguera : Pedro
- 1969 : Miss and Mrs Sweden : Jonne
- 1970 : Love Is War : Mann med ønskekvist
- 1970 : La Vallée perdue (The Last Valley) : Father Sebastian
- 1971 : Le Visiteur de la nuit (The Night Visitor) : Dr. Anton Jenks
- 1971 : Secrets : Raoul
- 1972 : Le Nouveau Monde (Nybyggarna) : Pastor Törner
- 1972 : Endless Night : Santonix
- 1973 : Ebon Lundin : Ebon Lundin
- 1973 : Inferno (TV) : August Strindberg
- 1973 : The Blockhouse : Lund
- 1973 : Traumstadt : Florian Sand
- 1973 : Das Blaue Hotel (TV) : The Swede
- 1974 : Gangsterfilmen : Johan Gustavsson
- 1976 : Förvandlingen : Managing Clerk
- 1977 : Victor Frankenstein : Monster
- 1977 : Dagny : August Strindberg
- 1977 : Uppdraget : Sixto
- 1977 : Les Frères Cœur de Lion (Bröderna Lejonhjärta) : Orvar
- 1978 : Les Folles Aventures de Picasso (Picassos äventyr), de Tage Danielsson : Apollinaire
- 1978 : Chez nous de Jan Halldoff (en) : Schrenk
- 1979 : Kristoffers hus : Kräftan
- 1979 : Charlotte Löwensköld : Pontus Friman
- 1979 : Heja Sverige!
- 1980 : Tvingad att leva : Doctor
- 1980 : Attentatet
- 1980 : Sverige åt svenskarna : Gustav Leonard Vinkelhjern Klosterhjerta / Jean Louis VIII / Karl Brecht der Stärkste und der Grösste / Wilfred Himmelthrill XIII
- 1981 : Hans-Christian och sällskapet (TV)
- 1981 : Les Fantasmes de Madame Jordan (Montenegro) : Dr. Aram Pazardjian
- 1981 : The Sleep of Death : Colonel Gaillard
- 1981 : Göta kanal eller Vem drog ur proppen? : Ulf Svensson
- 1982 : Historien om lilla och stora kanin : Narrator (voix)
- 1983 : Henrietta : Einar
- 1984 : Vargen (TV) : Arnold Wolf
- 1984 : Ronya, la fille du brigand (Ronja Rövardotter) de Tage Danielsson : Borka
- 1985 : Da Capo : Eino
- 1986 : Hud : Presten
- 1986 : Nattseilere : With
- 1986 : Bödeln och skökan (TV) : Fogden
- 1987 : Ondskans år (TV) : Landowner
- 1988 : Oväder (TV) : The brother
- 1988 : Polisen som vägrade ta semester (TV) : Gustav Jörgensen
- 1988 : Venus 90 : Erlandson, Vraket
- 1989 : 1939 : Isak
- 1990 : Kurt Olsson - filmen om mitt liv som mej själv : Personell Manager Lindroth
- 1990 : Bulan : The poet
- 1991 : Fasadklättraren (TV) : Larsson
- 1992 : Kejsarn av Portugallien (TV) : Ol-Bengtsa
- 1992 : Bel été pour Fanny (Änglagård) : Erik Zander
- 1993 : Drömmen om Rita : Bob
- 1994 : Ti kniver i hjertet : Piano tuner
- 1994 : Kan du vissla Johanna? (TV) : Nils
- 1996 : Harry och Sonja : Harry's Father
- 1996 : Juloratoriet : Fälldin
- 1997 : Ogginoggen : Dansedommeren
- 1997 : Sidste viking, Den : Skrælling
- 1997 : Rika barn leka bäst : Vilhelm
- 1998 : Forbudt for børn : Dansedommer
- 1998 : Germans : Prof. Sonnenbruch
- 1998 : Stormen (TV) : Gonzalo
- 2000 : Järngänget : Åke
- 2001 : Send mere slik : Rasmus
- 2003 : Midsommer : Persson
- 2003 : Manden bag døren : Karl
- 2004 : Att sörja Linnea (TV) : Allan
- 2005 : Unge Andersen : HCA's grandfather
- 2006 : Den som viskar (TV) : Pappan
- 2009 : Millénium 2 : La Fille qui rêvait d'un bidon d'essence et d'une allumette (Flickan som lekte med elden) : Holger Palmgren
- 2010 : Millénium 3 : La Reine dans le palais des courants d'air : Holger Palmgren

### Récompenses
- Prix d'interprétation masculine au Festival de Cannes 1966 pour La Faim (Sult) de Henning Carlsen